# Rube Goldberg (Zone Stad)
Rube Goldberg is de 70ste aflevering van VTM's politieserie Zone Stad. De aflevering wordt in Vlaanderen voor het eerst uitgezonden op 28 maart 2011.

## Verhaal
Wanneer een architect en kunstverzamelaar wordt vermoord met zijn eigen kruisboog, volgen Tom Segers en Fien Bosvoorde de piste van een roofmoord. Tot blijkt dat zijn vrouw een verhouding had met een van haar collega's.
Intussen blijft Tom graven in het verleden van zijn vader en zoekt Fien opnieuw toenadering tot psychopaat Maarten De Ryck.

## Gastrollen
- Koen De Graeve - Maarten De Ryck
- Lut Tomsin - Jeanine Segers
- Guido De Craene - Mark Lathouwers
- Heidi De Grauwe - Elise De Meester
- Sandrine André - Inez
- Jos Dom - Johan De Bruyn
- Pieter Genard - Freek van Loon
- Greta Van Langendonck - Dora Janssens
- Stijn Van Opstal - Dimitri Alva
- Vincent Van Sande - Stijn
- Katelijne Verbeke - Laura De Bruyn
- Sofie Verbruggen - Diane Reinouts
- Vicky Florus - Annie